# 分野・時代別のインド人の一覧
分野・時代別のインド人の一覧（ぶんや・じだいべつのインドじんのいちらん）は、インド人名を分野別・時代別にした一覧。

## 19世紀以前

### 六師外道（釈迦在世時代の代表的な自由思想家たち）と釈迦牟尼
- アジタ・ケーサカンバリン - 順世派、チャールヴァーカの祖。唯物論者で、人間は地・水・火・風の4元素から成ると考えた。快楽至上主義者。
- パクダ・カッチャーヤナ - 七要素説（地、水、火、風、苦、楽および命）。
- プーラナ・カッサパ - 道徳否定論者
- マッカリ・ゴーサーラ - 邪命外道の祖。決定論者
- サンジャヤ・ベーラッティプッタ - 懐疑論者
- マハーヴィーラ、(ニガンタ・ナータプッタ) - ジャイナ教の開祖。相対論者
- 釈迦牟尼、ゴータマ・シッダールタ

釈迦族

### ヒンドゥー教のグル
- ラーマクリシュナ（1836年 - 1886年）
- ヴィヴェーカーナンダ（1863年 - 1902年）
- ブラマーナンダ（1863年 - 1922年）
- オーロビンド・ゴーシュ（1872年 - 1950年）
- ラマナ・マハルシ（1879年 - 1950年）
- シヴァーナンダ（1887年 - 1963年）
- クリシュナマチャリア（1888年 - 1989年）
- パラマハンサ・ヨガナンダ（1893年 - 1952年）

### ムガル帝国の君主
- アウラングゼーブ
- アクバル
- アクバル・シャー2世
- アーラムギール2世
- シャー・アーラム2世
- シャー・ジャハーン
- ジャハーンギール
- ジャハーンダール・シャー
- バハードゥル・シャー2世
- バハードゥル・シャー1世
- バーブル
- ファッルフシヤル
- フマーユーン
- ムハンマド・シャー
- ラフィー・ウッダウラ
- ラフィー・ウッダラジャート

### その他
- ビームラーオ・アンベードカル
- クトゥブッディーン・アイバク
- アショーカ王
- アラー・ウッディーン・ハルジー
- シャムスッディーン・イルトゥトゥミシュ
- マハトマ・ガンディー - 独立運動家
- ラビンドラナート・タゴール -  詩人
- カビール
- クリシュナ・デーヴァ・ラーヤ
- ヴェンカタ2世
- グル・ナーナク
- シヴァージー
- ダーラー・シコー
- チャンドラグプタ
- チャンドラグプタ1世
- チャンドラグプタ2世
- ジョゼフ・フランソワ・デュプレクス
- ジャワハルラール・ネルー
- ヌール・ジャハーン
- ムムターズ・マハル
- ラズィーヤ
- ギヤースッディーン・バルバン
- フィーローズ・シャー・トゥグルク
- ポロス
- ラス・ビハリ・ボース
- スバス・チャンドラ・ボース
- シハーブッディーン・ムハンマド
- ランジットシンジ

## 20世紀

### ヨーガ指導者
- ゴーピ・クリシュナ（1903年 - 1984年）
- マハリシ・マヘーシュ・ヨーギー（1917年 - 2008年）
- B.K.S.アイアンガー（1918年 -2014年 ）
- サティヤ・サイ・ババ（1926年 - 2011年）
- バグワン・シュリ・ラジニーシ（1931年 - 1990年）
- シュリ・チンモイ（1931年 - 2007年）
- マハヨギ・パイロットババ（Mahayogi Pilot Baba、1938年 - ）
- シュリ・シュリ・ラビ・シャンカール（1956年 - ）

### 政治家
- ジャワハルラール・ネルー
- グルザリ・ラール・ナンダ
- ラール・バハードゥル・シャーストリー
- グルザリ・ラール・ナンダ
- インディラ・ガンディー
- モラルジー・デーサーイー
- チョードリー・チャラン・シング
- ラジーヴ・ガンディー
- V.P.シング
- チャンドラ・シェーカル
- P.V.ナラシンハ・ラーオ
- アタル・ビハーリー・ヴァージペーイー
- H.D.デーヴェー・ガウダ
- I.K.グジュラール
- プーラン・デーヴィー

### スポーツ選手
- サチン・テンドルカール - クリケット選手。バーラト・ラトナ賞を受賞した唯一のスポーツ選手。
- ヴィラット・コーリ - クリケット選手
- スニール・ガヴァスカール - クリケット選手
- カピル・デヴ - クリケット選手
- ラーフル・ドラヴィド - クリケット選手
- ユブラジ・シン - クリケット選手
- マヘンドラ・シン・ドーニ - クリケット選手
- ハルバジャン・シン - クリケット選手
- ラヴィチャンドラン・アシュウィン - クリケット選手
- ロヒット・シャルマ - クリケット選手
- スレシュ・ライナ - クリケット選手
- シカール・ダワン - クリケット選手
- シンドゥ・プサルラ - バドミントン選手
- ナレイン・カーティケヤン - F1ドライバー
- バイチュン・ブティア - サッカー選手
- ヴィスワナータン・アーナンド - チェスの選手で、グランドマスター。2000年世界チャンピオン。

### その他
- タイガー・ジェット・シン - プロレスラー。
- グレート・ガマ - プロレスラー。
- サイババ - 宗教家。
- アマルティア・セン
- ケーシャブ・チャンドラ・セーン - 改革的なヒンドゥー教組織、インド・ブラフマ協会の設立者。ブラフモ・サマージ第3代代表。
- アルンダティ・ロイ
- ニッシム・エゼキエル
- サスーン家
- シェカール・カプール
- サタジット・レイ
- シャー・ルク・カーン
- ズビン・メータ
- ラジャード・キプリング
- ザ・グレート・カリ
- アフメド・アリー - イスラム教徒の活動家で、パキスタンの外交官
- シュリニヴァーサ・ラマヌジャン - 数学者
- ハリシュ・チャンドラ（英語版） -  数学者、物理学者。ハリシュ＝チャンドラ指標および調和解析におけるシュワルツ空間（英語版）のσ関数提唱で知られている。英国領時代のカーンプル出身。
- チャダ - 日本で活躍した演歌歌手
- P.R.サーカー - 哲学者、思想家、社会的改革者、詩人、言語学者
- アガスティア - 紀元前3000年頃の予言者。伝説ではアガスティアの葉を残したとされる。
- チャンドラセカール・ラマン - 物理学者、ノーベル物理学賞受賞、ラマン効果を発見。